# Andrzej Biernat (homme politique)
Pour les articles homonymes, voir Andrzej Biernat et Biernat.
Andrzej Zbigniew Biernat, né le 11 août 1960, est un homme politique polonais. Il est le ministre du Sport et du Tourisme de 2013 à 2015.

## Biographie
Le 27 novembre 2013, il est nommé ministre du Sport et du Tourisme en remplacement de Joanna Mucha. Le 10 juin 2015, il démissionne de ses fonctions de ministre. Il est remplacé le 15 juin par Adam Korol.